# Hello, Goodbye
«Hello, Goodbye» es una canción de la banda británica The Beatles. Fue escrita por Paul McCartney pero acreditada a Lennon/McCartney. Fue lanzada como sencillo después de la muerte de Brian Epstein en noviembre de 1967, y alcanzó lo más alto de las listas en Estados Unidos y el Reino Unido (donde estuvo siete semanas como número uno).

## Escritura
Alistair Taylor, que trabajó para el mánager de los Beatles, le preguntó una vez a McCartney cómo creaba sus canciones, y este lo llevó a su comedor para darle una demostración con su armónica. Taylor recuerda a McCartney dando una idea al demostrar cómo se escribe una canción: "Tenía una maravillosa armónica tallada a mano. [Me dijo] toca cualquier nota en el teclado... y yo haré lo mismo". Le pidió a Taylor que cantara lo opuesto a lo que él cantase mientras tocaba el instrumento: blanco y negro, sí y no, parar e ir, hola y adiós. Taylor declaró después, "me pregunto si Paul realmente compuso la canción improvisando o si ya la tenía en mente." En cualquier caso, McCartney pronto tuvo terminado un demo del sencillo, titulado originalmente "Hello Hello".
Aunque la canción sería el número 1 durante tres semanas en Estados Unidos y durante siete semanas en el Reino Unido, Lennon no estaba impresionado. "I Am The Walrus fue el lado B de 'Hello, Goodbye', ¿Puedes creerlo? ", dijo con incredulidad.

## Grabación
Bajo el título "Hello Hello", los Beatles grabaron la música de fondo el 2 de octubre de 1967, y añadieron voces y el sonido de la guitarra el día 19 del mismo mes. Después de hacer los doblajes más el sonido del bajo y la viola, la grabación terminó el 2 de noviembre, y la mezcla el 6 de noviembre.
Las líneas al final de la canción, donde toda la banda canta "Hela, hey-ba hello-a", surgió espontáneamente en el estudio. McCartney dijo: "Recuerdo la parte final, donde hay una pausa y decimos "Heba, Heba hello". Teníamos todas esas palabras mientras grabábamos la canción, pero no sonaba muy bien, y recuerdo que le pregunté a Geoff Emerick si se podría golpear el eco en los tom-toms. Y nosotros le pusimos ese eco al sonido de los tom-toms lo que hizo que la canción cobrara vida."

## Lanzamientos
"Hello, Goodbye" fue lanzado como sencillo el 24 de noviembre de 1967. En los Estados Unidos, la canción también fue incluida en el álbum Magical Mystery Tour, lanzado tres días después. La canción no estaba disponible en el Reino Unido en un álbum (o en estéreo) hasta el lanzamiento del álbum recopilatorio de 1973 The Beatles/1967-1970.
Con el lanzamiento de la canción, McCartney dio una explicación de su significado en una entrevista sobre el disco: "La respuesta a todo es simple. Es una canción acerca de todo y nada. Si tienes negro tienes que tener color blanco. Eso es lo increíble acerca de la vida."
Tres películas promocionales se hicieron para la canción, dirigidas por McCartney, que fueron filmadas en el Teatro Saville, en Londres.  McCartney no tardó demasiado tiempo en darse cuenta de lo complejo y difícil que le resultaría la tarea de dirigir, lo cual lo llevó a moderar sus expectativas. Las películas no fueron transmitidas por la BBC debido a las estrictas reglas de la Unión de Músicos respecto a la sincronía de labios. Sin haber tal restricción en los Estados Unidos, una de las películas se proyectó en The Ed Sullivan Show el 26 de noviembre de 1967.

## Personal
- Paul McCartney - voz principal y coros, bajo (Rickenbacker 4001s) y piano (Hamburg Steinway Baby Grand).
- George Harrison - guitarra eléctrica (Epiphone Casino), pandereta y coros.
- John Lennon - guitarra eléctrica (Epiphone Casino), órgano (Hammond RT-3), piano (Hamburg Steinway Baby Grand) y coros.
- Ringo Starr - batería (Ludwig Super Classic) y maracas.

Complementarios
- Ken Essex - viola.
- Leo Birnbaum - viola.

## Posición en las listas
| Año  | País           | Lista               | Posición | Semanas N.º 1 | Semanas en lista |
| ---- | -------------- | ------------------- | -------- | ------------- | ---------------- |
| 1967 | Reino Unido    | Record Retailer     | 1        | 7             | 12               |
| 1967 | Reino Unido    | New Musical Express | 1        | 6             |                  |
| 1967 | Reino Unido    | Melody Maker        | 1        | 5             | 11               |
| 1967 | Estados Unidos | Billboard Hot 100   | 1        | 3             | 11               |
| 1967 | Estados Unidos | Record World        | 1        | 4             |                  |
| 1967 | Estados Unidos | Cash Box            | 1        | 2             |                  |